# 内斯特·乔治·马顿
内斯特·乔治·马顿出生于1928年，是加拿大莱斯布里奇大学的一位英语系教授,他写有几十本的著作，大多数是介绍关于加拿大阿尔伯塔省的历史。

## 简介
内斯特·乔治·马顿于1928年出生于美国德克萨斯州的休斯顿，是奥斯丁·马顿教授和玛丽·迪奇的父亲，内斯特·乔治·马顿博士在就学于都柏林（爱尔兰首都）的三一学院之前受教于苏格兰的登斯顿，在那之后他被召集入伍并在朝鲜战争中以长官的身份在高登高地人组织中服役，在组织中从1952年至1954年服役于苏伊士运河，赛普勒斯和利比亚，并被荣誉委任为中尉。他在1954年以合众国际社局长的身份移居至加拿大。在阿尔伯塔省莫林维尔高中任教，然后用中世纪英语在渥太华大学做博士的工作。马顿教授不仅是加拿大莱斯布里奇大学的第一批教员，并且是许多加拿大大学的客座教授。他还是盎格魯-撒克遜人领域的学者。在2006年，他被提名为國際天文聯會终身会员的候选人。马顿博士现今居住在加拿大阿尔伯塔省的莱斯布里奇市。

## 部分作品
《有远见的新政治时代：那个对1905年的阿尔伯塔省法案铺平了道路的人。》ISBN 978-1897472118
《统一叙述“世界的测量者”》（1967,2012第二版）
《莱斯布里奇大学创始学院》（1968）
《当凯蒂遇到幽灵》（1991， 2012第二版）
《穿墙而过的女孩》（1991）
《艾尔伯塔摩门政治家》/又名《摩门教徒对艾尔伯塔的政治贡献》（1991，2012第二版）
《早期圣徒》（1997）
《孩子们后来的基督教圣徒》（1997）
《儿童的圣徒们》（1997）
《苏格兰西部群岛的描述》（翻译作品，2010）
《给孩子们的早期和其他圣徒故事》（2010）
《詹姆斯·布里底戏剧里的个人与社会冲突》（2012）
《谁是艾伯塔省联邦政治中的谁》（2012）